# Tennessee Johnson
Pour plus de détails, voir Fiche technique et Distribution.
Tennessee Johnson est un film américain réalisé par William Dieterle et sorti en 1942.

## Synopsis
Biographie romancée d'Andrew Johnson, depuis son enfance dans une famille d'illettrés au Tennessee, jusqu'à son accession à la Présidence des États-Unis, après l'assassinat d'Abraham Lincoln, et sa mise en destitution par le Congrès, qui n'échoua que pour une voix.

## Fiche technique
- Titre : Tennessee Johnson
- Titre original : Tennessee Johnson
- Réalisation : William Dieterle
- Scénario : John L. Balderston, Wells Root, d'après une histoire de Milton Gunzburg et Alvin Meyers
- Photographie : Harold Rosson
- Montage : Robert Kern
- Musique : Herbert Stothart
- Direction artistique : Cedric Gibbons et Malcolm Brown
- Décors : Edwin B. Willis et Hugh Hunt
- Costumes : Lon Anthony
- Production : J. Walter Ruben, pour Metro-Goldwyn-Mayer
- Pays d'origine :  États-Unis
- Langue : Anglais
- Format : Noir et blanc — 35 mm — 1,37:1 — Son : Mono
- Genre : Film dramatique, Film biographique
- Durée : 103 minutes
- Dates de sortie :
  -  États-Unis : décembre 1942
  -  Royaume-Uni : 15 juillet 1946

## Distribution
- Van Heflin : Andrew Johnson
- Lionel Barrymore : Thaddeus Stevens
- Ruth Hussey : Eliza McCardle Johnson
- Marjorie Main : Mme Maude Fischer
- Regis Toomey : Blackstone McDaniel
- J. Edward Bromberg : Coke
- Grant Withers : Mordecai Milligan
- Alec Craig : Sam Andrews
- Charles Dingle : Sénateur Jim Waters
- Carl Benton Reid : Hargrove
- Noah Beery : Shérif Cass
- Robert Warwick : Major Crooks
- Montagu Love : Chase
- William Farnum : Sénateur Huyler
- Lynne Carver : Martha Lincoln
- Russell Simpson : Kirby
- Morris Ankrum : Jefferson Davis
- Charles Trowbridge : Lansbury

Acteurs non-crédités
- Frederick Burton : Sénateur
- Davison Clark : Sénateur
- Frank Hagney : Heckler
- Harry Holman : Morley
- Roger Imhof : Hannibal Hamlin
- Si Jenks : Montagnard
- Arthur Space : Docteur
- Gayne Whitman : Homme au procès